# 奥古斯托·蒙特罗索
奥古斯托·蒙特罗索·博尼利亚（西班牙語：Augusto Monterroso Bonilla，1921年12月21日—2003年2月7日），也译为蒙德羅索，是出生于洪都拉斯的作家，他选择加入危地马拉籍，其短篇小说以讽刺和幽默而闻名。他被认为是拉丁美洲文学爆炸一代的重要人物，获得了多个奖项，包括阿斯图里亚斯亲王文学奖 （2000年）， 危地马拉国家文学奖 （1997年）和胡安·鲁尔夫奖（1996年）。  

## 生平
蒙特罗索出生于洪都拉斯的特古西加尔巴，母亲是洪都拉斯人，父亲是危地马拉人。   1936年，他的家人定居在危地马拉城 ，在那里他一直待到成年。  在这里，他发表了他的第一篇短篇小说，并开始了反对豪尔赫·乌比科独裁统治的秘密工作。 为此，他与其他作家共同创办了报纸《观察者》 。  
1944年，他因反对独裁政权而被拘留并流放到墨西哥城 。 到达墨西哥后不久， 哈科沃·阿本斯 革命政府在危地马拉取得革命成功，蒙特罗索被分配到墨西哥危地马拉大使馆的一个小职位。 1953年，他被任命为危地马拉驻拉巴斯领事，短暂地移居玻利维亚 。  1954年，在美国的干预下，阿本斯的政府被推翻，他移居到了智利圣地亚哥 。 
1956年，他决定返回墨西哥城，在那里他担任各种学术和编辑职务，并在余生继续从事作家工作。 
1988年，奥古斯托·蒙特罗索获得了墨西哥政府授予外国贵宾的最高荣誉阿兹特克雄鹰勋章。 他还于2000年获得了西班牙的阿斯图里亚斯亲王奖 。 1997年，蒙特罗索因其作品获得了危地马拉国家文学奖 。
2003年，蒙特罗索因心脏衰竭逝世于墨西哥城，享年81岁。

## 作品
尽管蒙特罗索几乎只将自己的作品局限于短篇小说形式，他仍旧被归为以长篇小说而闻名的拉丁美洲文学爆炸一代的核心人物。 因此，他与胡利奥·科塔萨尔，卡洛斯·富恩特斯，胡安·鲁尔福和加西亚·马尔克斯等作家一样赫赫有名。 
除了《剩下的是沉默》以外，蒙特罗索只涉猎短篇小说。 在整个写作生涯中，他一直致力于完善短篇小说的形式，经常研究类似风格（最著名的寓言）以寻求风格和主题灵感。 然而，即使是《剩下的是沉默》，也很大程度上避开了传统的小说形式，取而代之的是松散地汇总各种伪文体（报纸剪报，介绍信，日记，诗歌）来描绘其虚构的主要人物的“传记”。 
蒙特罗索还以短篇小说的流行而闻名，他是世界上最短的小说之一《恐龙》的作者，该小说收录在短篇小说集《作品全集及其他故事》 中。 故事全文如下： 
Cuando despertó, el dinosaurio todavía estaba allí.
当他醒来时，恐龙依旧在那儿。
卡洛斯·富恩特斯在评价蒙特罗索（尤其指《黑羊》 ）时写道：“想象一下博尔赫斯幻想中的动物与爱丽丝一起喝茶。 想象一下乔纳森·斯威夫特和詹姆士·瑟伯交换想法。 想象一下卡城名蛙认真阅读了马克·吐温。认识蒙特罗索吧。” 

### 主要作品
- 《作品全集及其他故事》，1959年。
- 《黑羊》 ，1969年。
- 《永恒运动》 ，1972年。
- 《剩下的是沉默》，1978年。
- 《通往寓言中心之旅》 ，1981年。
- 《魔术字》，1983年 。
- 《字母e（一本日记的碎片）》，1987年
- 《野生动物》 ，1992年。图纸。
- 《寻金者》，1993年。
- 《牛》 ，1998年。
- 《拉丁美洲鸟类》 ，2002年。
- 《文学与生活》，2004。